# Anthem of the Sun
| 전문가 평가                   | 전문가 평가 |
| 평가 점수                     | 평가 점수   |
| 출처                          | 점수        |
| ----------------------------- | ----------- |
| AllMusic                      | [ 2 ]       |
| Rolling Stone                 | positive    |
| Encyclopedia of Popular Music | [ 4 ]       |

《Anthem of the Sun》은 1968년 7월 18일, 워너 브라더스 레코드에서 발매된 미국의 록 밴드 그레이트풀 데드의 두 번째 스튜디오 음반이다. 이 음반은 두 번째 드러머 미키 하트가 참여한 첫 음반이다. 밴드는 존 케이지와 카를하인츠 슈토크하우젠의 영향을 받은 아방가르드 기악 및 스튜디오 기법에 공헌한 톰 콘스탄틴도 합류했다.
이 음반은 멤버 제리 가르시아와 필 레시(사운드맨 댄 힐리와 함께)의 도움을 받은 콜라주 같은 편집 방식을 통해 조립되었는데, 이 방식에서는 서로 다른 스튜디오와 라이브 공연 테이프를 서로 연결하여 새로운 하이브리드 음반을 만들었다. 밴드는 또한 프리페어드 피아노, 카주, 하프시코드, 팀파니, 트럼펫, 귀로와 같은 악기들로 그들의 공연을 보충했다. 결과는 스튜디오 음반도 라이브 음반도 아닌 동시에 둘 다인 실험적인 아말감이다.
1972년, 밴드의 최근 성공을 살리기 위해 더 상업적인 대체 믹스 음반이 공식적으로 발매되었다. 라이노 레코드에 대한 2018년 재발행본은 1968년과 1972년의 믹스를 모두 수집한다. 이 음반은 2003년과 2012년 두 차례에 걸쳐 《롤링 스톤》이 선정한 역사상 가장 위대한 음반 500장 중 288위에 올랐다.

## 녹음
그 밴드는 1967년 11월, 그들의 동명의 데뷔 음반의 프로듀서인 데이비드 해신저와 함께 로스앤젤레스의 아메리칸 스튜디오에 들어갔다. 그러나 그들의 데뷔 음반보다 더 복잡한 녹음 작업을 하기로 결심하고 그들의 라이브 사운드를 스튜디오로 번역하려고 시도했고, 밴드와 해신저는 뉴욕으로 장소를 옮겼다. 12월까지 그들은 센추리 사운드 스튜디오와 옴스테드 스튜디오(둘 다 "높게 평가되는 8트랙 스튜디오")라는 두 개의 다른 스튜디오를 거쳤다.
결국, 해신저는 그룹의 느린 녹음 속도에 좌절했고 밴드가 센추리 사운드에 있는 동안 프로젝트를 완전히 그만두고 음반의 3분의 1만 완성했다. 기타리스트 밥 위어가 사막과 도시에서 찍은 침묵의 녹음을 섞어 스튜디오에 "두꺼운 공기"라는 환상을 만들어 달라고 요청하자 그가 떠난 것으로 알려졌다.

## 리믹스 및 대체 커버
1972년 필 레시가 감독한 《Anthem of the Sun》를 리믹스한 버전이 발표되었으며, 같은 제품 번호인 WS-1749로 마스터 번호 뒤에 있는 문자 RE로 식별할 수 있다. 리믹스는 특히 세그먼트, 라이브 녹음의 사용, 스테레오 이미징의 측면에서 원본과 다르다. 예를 들어, 오리지널 믹스는 보컬과 오르간으로 시작하고, 리믹스는 이들을 중심으로 한다. 밥 위어의 스튜디오 보컬은 오리지널 믹스에서의 라이브 녹음과 리믹스에서의 솔로 녹음으로 두 배가 된다. 〈Born Cross-Eyed〉는 리믹스의 E 키의 파워 코드로 끝나지만, 오리지널 믹스는 더 이른 페이드아웃을 가지고 있다.
비슷한 시기에 제리 가르시아는 그레이트풀 데드의 다음 음반인 《Aoxomoxoa》의 리믹스를 감독했다. 《Aoxomoxoa》 리믹스는 오리지널 워너 브라더스와 이후 발매된 라이노 CD에 사용되었지만, 오리지널 믹스는 CD 재발행용으로 선택되었다.
2013년 그레이트풀 데드 스튜디오 음반은 디지털 고해상도로 청취하기 위해 다시 리마스터링되었다. 2013년 다운로드는 70년대 초 《Anthem of the Sun》 리믹스의 첫 번째 디지털 호이다. 혼란스럽게도, 이 재발행의 프로모션은 오리지널 믹스(특히 이전 고해상도 디지털 발매를 위해 리믹스되었던 《Workingman's Dead》와 《American Beauty》)의 사용을 강조하였다. 그러나 《Anthem of the Sun》과 《Aoxomoxoa》는 1972년에 발매된 2013년 HD 발매에서 원래 혼합물이 아닌 리믹스 형태로 등장한다.
리믹스 마스터들이 영국으로 보내지지 않았기 때문에, 1972년 이후에도 이 지역(아마도 다른 해외 시장)에서 음반의 비닐 프레스들은 오리지널 믹스를 계속 사용했다.
1975년 음반이 재발매되었을 때, 워너 브라더스는 앞면 커버의 배경색을 미드나잇 블루에서 화이트로 바꾸었고, 스타일화된 제목은 표준 글꼴로 변경되었다. 밴드가 변경을 승인하지 않았기 때문에, 다음 누르기는 파란색으로 되돌아갔다.

## 곡 목록
| #  | 제목                            | 작사·작곡                                                              | 재생 시간 |
| -- | ------------------------------- | ---------------------------------------------------------------------- | --------- |
| 1. | 〈That's It for the Other One〉 | 제리 가르시아, 빌 크로이츠만, 필 레시, 론 맥커넌, 밥 위어, 톰 콘스탄틴 | 7:40      |
| 2. | 〈New Potato Caboose〉          | 레시, 로버트 피터슨                                                    | 8:26      |
| 3. | 〈Born Cross-Eyed〉             | 위어                                                                   | 2:04      |

| #  | 제목                                | 작사·작곡                                | 재생 시간 |
| -- | ----------------------------------- | ---------------------------------------- | --------- |
| 1. | 〈Alligator〉                       | 레시, 맥커넌, 로버트 헌터                | 11:20     |
| 2. | 〈Caution (Do Not Stop on Tracks)〉 | 가르시아, 크로이츠만, 레시, 맥커넌, 위어 | 8:26      |